# Луј ван Гал
Алојсијус Паулус Марија ван Гал (хол. Aloysius Paulus Maria van Gaal; Амстердам, 8. август 1951), познатији као Луј ван Гал (хол. Louis van Gaal), јесте холандски фудбалски тренер и бивши играч. Раније је био тренер у Ајаксу, Барселони, АЗ-у, Бајерну из Минхена и Манчестер јунајтеду а у три наврата је био селектор Холандије. Ван Гал је један од најтрофејнијих фудбалских тренера будући да је у клубовима које је водио освојио двадесет значајних титула. Познат је по надимку „Гвоздени тулипан” (хол. De IJzeren Tulp).
Пре но што се посветио тренерском послу, Ван Гал је играо за Ројал Антверпен, Телстар, Спарту Ротердам, Ајакс и АЗ на месту везног играча. Такође је професор физичког васпитања; радио је у средњој школи док је био фудбалер.
Тренерским послом је почео да се бави у АЗ-у где је кратко био помоћни тренер. Потом је отишао у Ајакс где је био помоћник Леу Бенхакеру, а 1991. године именован је за главног тренера тог клуба. Док је био тренер Ајакса, „копљаници” су освојили три титуле у холандском првенству, Куп УЕФА и Лигу шампиона. Отишао је у Барселону 1997. године с којом је двапут био првак Ла лиге и једном Купа краља, али је напустио клуб после само три године након низа неспоразума с управом клуба. Ван Гал је потом преузео вођство над Холандијом пред квалификације за пласман на Светско првенство 2002. године. Међутим, Холандија није успела да се квалификује на то такмичење након чега је Ван Гал напустио функцију селектора. По други пут је прешао у Барселону, али се задржао у том клубу само једну полусезону после незадовољавајућих резултата. Затим се вратио у АЗ с којим је успео да освоји Ередивизију; тек други пут у својој историји је АЗ био шампион Холандије. Године 2009. прешао је у Бајерн Минхен. Бајерну је донео титулу у Бундеслиги, купу и одвео га је у финале Лиге шампиона који је изгубио од Интера. Други пут је постао селектор Холандије 2012. године. На Светском првенству 2014. одвео је репрезентацију своје земље до трећег места. Одмах по завршетку првенства, Ван Гал је потписао уговор с Манчестер јунајтедом који је током његовог мандата освојио ФА куп. Добио је отказ 2016. године. Иако је најавио своје повлачење из фудбала 2019. године из породичних разлога, у августу 2021. по трећи пут је преузео вођство над селекцијом Холандије.

## Успеси

### Тренерски
Ајакс
- Првенство Холандије (3): 1993/94, 1994/95, 1995/96.
- Куп Холандије (1) : 1992/93.
- Суперкуп Холандије (3): 1993, 1994, 1995.
- Лига шампиона (1): 1994/95; финале 1995/96.
- Куп УЕФА (1): 1991/92.
- УЕФА суперкуп (1): 1995.
- Интерконтинентални куп (1): 1995.

Барселона
- Првенство Шпаније (2): 1997/98, 1998/99.
- Куп Шпаније (1): 1997/98.
- УЕФА суперкуп (1): 1997.

АЗ
- Првенство Холандије (1): 2008/09.

Бајерн Минхен
- Првенство Немачке (1): 2009/10.
- Куп Немачке (1): 2009/10.
- Суперкуп Немачке (1): 2010.
- Лига шампиона: финале 2009/10.

Манчестер јунајтед
- ФА куп (1): 2015/16.

Холандија
- Светско првенство: треће место 2014.

### Појединачне награде и признања
- Тренер године у избору часописа World Soccer: 1995.[5]
- Тренер године у избору часописа Onze d'Or: 1995.[6]
- Европски фудбалски тренер године — Награда Сеп Хербергер: 1995.
- Европски тренер сезоне: 1994/95.
- Награда Ринус Михелс: 2007, 2009.[7]
- Холандски спортски тренер године: 2009, 2014.[8][9]
- Фудбалски тренер године у Немачкој: 2010.[10]
- Награда Антон Гесинк: 2015.[11]
- Холандска награда за животно дело: 2017.[12]
- Осаманести најбољи тренер у историји у избору часописа France Football: 2019.[13]